# Naturum Sommen
Naturum Sommen is een bezoekerscentrum en natuurhistorisch museum gelegen op het noordelijkste puntje van het eiland Torpön in het meer Sommen in Zuid-Zweden. Het gebouw is gemodelleerd naar twee traditionele botenhuizen. Het idee van een natuurmuseum ontstond in 1996 en het museum werd op 15 juni 2002 geopend. Vanaf het begin werd het museum gesteund door de historische vereniging van Torpön (Zweeds: Torpöns hembygdsförening). Eind 2013 sloot Naturum Sommen de deuren doordat de historische vereniging en de stichting Sommen (Zweeds: Stiftelsen Sommen) de kosten niet meer konden opbrengen, maar in 2014 werd het opnieuw geopend dankzij de inspanningen van een ex-werkneemster.
Sinds 2017 is de gemeente Ydre de eigenaar van Sommen Naturum.